# Campagne de Weardale
Batailles
La campagne de Weardale est un affrontement militaire entre les royaumes d'Angleterre et d'Écosse qui s'étend du 3 juillet au 9 août 1327. Cette expédition s'inscrit dans le cadre de la première guerre d'indépendance de l'Écosse. Profitant de la destitution du roi Édouard II d'Angleterre et de la minorité de son successeur Édouard III, le roi des Écossais Robert Bruce lance à compter du mois de février 1327 plusieurs attaques contre des fortifications anglaises frontalières, au mépris d'un accord de cessez-le-feu établi en 1323. Couplées à une incursion en Irlande afin d'y déstabiliser l'autorité anglaise locale, ces escarmouches écossaises ont pour but de contraindre le nouveau gouvernement anglais à reconnaître l'indépendance de l'Écosse, en application d'une promesse faite en 1326 par Isabelle de France et Roger Mortimer, désormais régents du jeune Édouard III.
Afin de satisfaire la demande d'une campagne militaire formulée par le puissant Henri de Lancastre, Roger Mortimer entame des préparatifs militaires. Il reçoit le soutien précieux des grands seigneurs du royaume, mais aussi celui de mercenaires des comtés de Hainaut et de Juliers. L'immense armée anglaise se met en marche au début du mois de juillet 1327 et se dirige vers Carlisle, où une attaque écossaise est prévue. Au même moment, plusieurs armées écossaises extrêmement compactes mènent des raids dévastateurs dans le Nord de l'Angleterre et parviennent à éviter de s'engager avec l'ost d'Édouard III. Distancés par leurs adversaires, les Anglais choisissent de changer de tactique et bloquent la retraite écossaise vers la frontière. Ils parviennent enfin à localiser les forces écossaises fin juillet et les retrouvent en un lieu appelé Stanhope Park.
Les tentatives anglaises de faire sortir les Écossais de leur position inexpugnable ne produisent aucun résultat probant. Finalement, le 4 août, les forces écossaises profitent de la nuit pour s'attaquer au campement anglais et manquent de peu de capturer Édouard III. Sérieusement affaiblis, les Anglais ne tentent désormais plus rien pour empêcher les envahisseurs de s'enfuir et retournent en piteux état à York, où la fin de la campagne est prononcée. La situation devient alarmante lorsque les raids écossais reprennent en août et septembre 1327, poussant Édouard III, sous l'influence de Roger Mortimer et malgré l'hostilité d'Henri de Lancastre, à négocier la paix avec l'Écosse, qui est scellée par la conclusion du traité d'Édimbourg-Northampton en mars 1328. La campagne de Weardale constitue ainsi le dernier engagement du conflit anglo-écossais.

## Prélude
Les engagements de la première guerre d'indépendance de l'Écosse, qui oppose les royaumes d'Angleterre et d'Écosse depuis 1296, s'interrompent après la signature d'une trêve à Bishopthorpe le 30 mai 1323. Pendant le reste du règne du roi Édouard II d'Angleterre, une paix relative s'instaure entre les deux États. Pour autant, le refus d'Édouard II de reconnaître Robert Bruce comme roi des Écossais empêche la conclusion d'un traité de paix. Robert Bruce ne demeure toutefois pas inactif après la trêve de Bishopthorpe et essaie d'obtenir diplomatiquement la reconnaissance de l'indépendance de son royaume : ainsi, en janvier 1324, il est reconnu roi des Écossais par le pape Jean XXII (même si son excommunication pour le meurtre de son rival John III Comyn en 1306 demeure en vigueur), puis, en avril 1326, l'alliance franco-écossaise de 1295, dite « Auld Alliance », est renouvelée par le traité de Corbeil. Parallèlement à ces négociations officielles, Robert Bruce missionne en France peu avant la signature du traité de Corbeil son vassal Thomas Randolph, 1er comte de Moray, afin de discuter avec la reine Isabelle de France, épouse d'Édouard II. Cette dernière, établie dans son pays natal depuis mars 1325 afin d'y régler avec son frère Charles IV le Bel la guerre de Saint-Sardos entre la France et l'Angleterre, a saisi l'occasion de cette ambassade pour refuser en décembre 1325 de retourner auprès de son époux (avec lequel elle s'était distancée depuis plusieurs années) et s'allier avec le baron exilé Roger Mortimer. Vers le 25 février 1326, Isabelle et Mortimer arrachent à Thomas Randolph la promesse de la neutralité écossaise dans le cadre de leur future invasion de l'Angleterre ayant pour but de renverser le régime oppressif d'Édouard II. En retour, ils semblent lui avoir promis de reconnaître l'indépendance de l'Écosse dès qu'ils auraient pris le pouvoir en Angleterre.
La campagne d'Isabelle et de Mortimer à l'automne 1326 se révèle un triomphe, puisqu'Édouard II est déserté par son armée et capturé. Les nouveaux maîtres de l'Angleterre convoquent promptement un Parlement afin de faire prononcer la déchéance du roi. L'assemblée parlementaire obtempère et, dès le 25 janvier 1327, le règne d'Édouard II prend fin. Quelques jours plus tard, le 1er février, le jeune Édouard III, fils aîné d'Édouard II et d'Isabelle, est solennellement couronné. Le nouveau souverain, qui n'a que quatorze ans, est assisté d'un conseil de régence effectivement contrôlé par sa mère et Roger Mortimer. Néanmoins, les régents doivent composer avec le puissant Henri de Lancastre, 3e comte de Lancastre. Ce dernier s'est révélé très utile au cours de la chute d'Édouard II et conserve le leadership des seigneurs du Nord de l'Angleterre. Comme nombre de ces barons détiennent officiellement des terres en Écosse (qui ont été confisquées depuis par Robert Bruce), ils se refusent à accepter toute tentative de règlement pacifique du conflit anglo-écossais, ce qui contraint Isabelle et Mortimer à renoncer à leur promesse secrète faite au comte de Moray un an auparavant. Soutenu entre autres par Thomas Wake, 2e baron Wake de Liddell, et Henry de Percy, 2e baron Percy, Lancastre essaie rapidement de persuader le jeune monarque de poursuivre une politique intransigeante à l'égard des Écossais. Cette nouvelle situation inquiète grandement Robert Bruce, qui se trouve désormais contraint de négocier avec un conseil anglais composé de barons qui lui sont farouchement hostiles alors qu'il bénéficiait quelques mois plus tôt de l'avantage d'une entente pragmatique avec le réticent Édouard II, et le convainc de prendre des mesures drastiques dans le but d'obtenir enfin la reconnaissance de son titre royal et de l'indépendance de son pays.
Le 1er février 1327, le jour même du couronnement d'Édouard III, les Écossais entreprennent une attaque surprise contre le château de Norham, situé juste après la frontière avec l'Angleterre. Si les assaillants sont repoussés et une occupation de la place est évitée, en revanche, l'attaque fait clairement comprendre au gouvernement anglais que Robert Bruce n'a pas abandonné la résolution du conflit entre les deux États par la force. Le roi des Écossais semble avoir saisi l'occasion de l'affaiblissement anglais à la suite de la déchéance d'Édouard II pour mener une ultime campagne militaire, qu'il interprète apparemment comme son dernier engagement militaire, étant alors sérieusement atteint de la lèpre. Malgré cet assaut, Isabelle et Roger Mortimer ne sont pas encore disposés à engager des représailles. Le conseil de régence ordonne cependant à Anthony de Luci de renforcer les défenses autour de Carlisle et à Henry de Percy de se charger de la défense du Nord-Est de l'Angleterre. Mais le 15 février, Percy et d'autres commandants militaires dans le Nord reçoivent d'autres instructions, qui les exhortent à adhérer strictement aux accords du cessez-le-feu de 1323, qui est d'ailleurs confirmé par Édouard III le 6 mars : cet ordre montre la réticence qu'a encore le gouvernement anglais à engager des hostilités. Parallèlement, Robert Bruce essaie d'affaiblir l'autorité anglaise en Irlande, où il débarque vers le 12 avril. Il tente d'y persuader les seigneurs irlandais d'unir leurs forces aux siennes pour envahir le pays de Galles et susciter un soulèvement celtique contre les Anglais. Si ce plan n'est pas poursuivi, le sénéchal anglais Henry Mandeville accepte par contre de reconnaître Bruce comme roi des Écossais et conclut avec lui un accord le 12 juillet, en vertu duquel il s'engage à ce que l'Ulster rende hommage à Bruce, qui promet en retour de ne pas attaquer la région et qui accepte de retourner peu après en Écosse.

## Préparatifs anglais
Courant mars 1327, le gouvernement d'Édouard III est informé par ses espions des préparatifs écossais en vue d'une expédition militaire majeure dans le Nord de l'Angleterre. En réponse, Roger Mortimer entame dès le 5 avril les préparatifs anglais. Plusieurs magnats anglais sont convoqués avec leurs armées à Newcastle upon Tyne le 18 mai, tandis que d'autres seigneurs sont invités à apporter leur soutien. La campagne prévue rencontre l'approbation du baronnage anglais, en particulier celui d'Henri de Lancastre et de ses partisans. Visiblement, les seigneurs accordent leur confiance à Mortimer, qui s'était illustré en Irlande entre 1315 et 1318 face aux incursions écossaises menées par Édouard Bruce. Cependant, la campagne commence en retard, notamment lorsque l'arrivée des troupes et de la flotte prévue pour assister les forces terrestres est différée. Édouard III lui-même ne peut se rendre comme convenu à Newcastle le 18 mai et n'arrive à York que le 23, où il demeure plusieurs semaines. L'expiration du commandement d'Henry de Percy a en revanche lieu comme convenu le 31 mai. Quelques jours plus tard, le 6 juin, Henri de Lancastre et Edmond de Woodstock, 1er comte de Kent, reçoivent conjointement le commandement des troupes anglaises dans les Marches écossaises. Les deux comtes partent peu après à Newcastle afin d'y organiser la défense du Northumberland. Ils sont accompagnés de Thomas Wake, mais aussi d'autres barons, tels John de Ros, 1er baron Ros, John de Mowbray, 3e baron Mowbray, et Henri de Beaumont, 1er baron Beaumont. Des tensions surgissent toutefois entre Lancastre et Kent, car le premier est nommé commandant unique des Marches écossaises le 30 juin. Mais, en dépit du déploiement militaire, le gouvernement anglais négocie toujours avec les Écossais par le biais d'Henri de Beaumont et des envoyés écossais se rendent à York, sans pour autant aboutir à un quelconque accord.
Au plus tard le 17 juin, Édouard III apprend à York que les Écossais effectuent de nouveaux raids de l'autre côté de la frontière. Par conséquent, des ordres de mobilisation sont immédiatement envoyés dans le Yorkshire et le Lancashire, tandis que de mêmes ordres sont émis le 26 juin vers six autres comtés d'Angleterre. En prévision de la campagne d'Écosse, Roger Mortimer a aussi convoqué Jean de Beaumont et ses mercenaires hennuyers, qui avaient participé à la chute d'Édouard II à l'automne 1326. Jean est en outre le frère du comte Guillaume Ier de Hainaut, qui avait accueilli Isabelle et Mortimer à l'été 1326 et accepté de fiancer le futur Édouard III avec sa fille Philippa. Les mercenaires de Jean de Beaumont avaient quitté l'Angleterre peu après le couronnement d'Édouard III, le 10 mars 1327, mais Jean et 2 000 de ses mercenaires ont été rappelés dès le 8 mai. La raison de ce retour si rapide pourrait s'expliquer par le fait que la reine Isabelle doit aux mercenaires leur solde, estimée à plus de 13 491 livres. Parmi ces mercenaires figure le chroniqueur Jean le Bel, qui décrira plus tard la campagne. Une cinquantaine d'autres chevaliers et hommes d'armes placée sous le commandement de Guillaume, fils du comte Gérard V de Juliers, rejoint l'expédition à York. Mais des tensions éclatent bientôt entre les soldats anglais et hennuyers. Ainsi, dans la soirée du 7 juin, des combats ont lieu au cours desquels des Hennuyers sont tués par des Anglais. Les Hennuyers s'enfuient dans leurs quartiers où ils s'arment et retournent au combat, qui font de nombreuses victimes des deux côtés avant que les commandants anglais parviennent à imposer un arrêt des hostilités. Selon Jean le Bel, les mercenaires hennuyers auraient tué 316 archers anglais. En raison de cet incident sanglant, les tensions entre les soldats anglais et les mercenaires étrangers persistent pendant toute la campagne.
Le 3 juillet, les Anglais sont informés que les Écossais prévoient d'attaquer Carlisle le 14 du même mois. L'armée anglaise, conduite par Édouard III et Henri de Lancastre, se met alors en mouvement depuis York. Edmond de Woodstock et son frère Thomas de Brotherton, 1er comte de Norfolk, reçoivent quant à eux des sous-commandements au sein de l'ost royal. Divisée en trois bataillons et sécurisée à ses flancs par des hommes d'armes montés, l'armée anglaise se met immédiatement en ordre de bataille. Cependant, comme aucune liste de solde pour la campagne n'a été conservée, la taille de l'armée anglaise ne peut être clarifiée, mais on pense qu'elle est certainement supérieure en nombre aux Écossais. En plus de leur armée principale qui se dirige vers Carlisle, les Anglais peuvent compter su le soutien de troupes établies à Newcastle upon Tyne ainsi que sur celles de Carlisle, commandées par Anthony de Luci. Mais comme au moins la moitié des soldats anglais sont des fantassins et que l'imposante taille de l'armée ralentit sa marche, les fantassins n'atteignent que Darlington au 14 juillet, alors qu'Édouard III se trouve déjà à Durham le 15 juillet. De ce fait, l'avancée anglaise se retrouve retardée, car les commandants anglais se divisent quant à la conduite à adopter face aux Écossais. En effet, entre Carlisle et Durham s'étend un paysage essentiellement accidenté, non peuplé et donc difficile à contrôler. Les Anglais ignorent par ailleurs la position de l'armée écossaise, plus compacte et donc plus facile pour se déplacer, et se mettent à redouter que leurs adversaires ne cherchent à les contourner pour aller attaquer York, alors dépourvue de défenses et où séjourne la reine Isabelle. De plus, ils apprennent au même moment la nouvelle inquiétante du débarquement de Robert Bruce en Irlande, qui fait craindre un effondrement de l'autorité anglaise locale.

## Raid écossais
Peu après, l'ost anglais reçoit l'information que les Écossais, divisés en trois colonnes différentes, ont envahi le Nord de l'Angleterre. Les commandants respectifs de ces trois colonnes sont Thomas Randolph, Donald, 8e comte de Mar, et James Douglas, seigneur de Douglas. Randolph et Douglas se sont illustrés depuis deux décennies dans les affrontements avec les Anglais et disposent d'un immense prestige auprès de leurs troupes. Les Écossais mènent une campagne de dévastation dans le Nord de l'Angleterre, contournant les troupes et les châteaux anglais. Ils avancent devant l'armée anglaise, située au Sud de Durham, et sont aperçus à Barnard Castle. Contrairement à l'armée anglaise, les soldats écossais sont tous à cheval, ce qui leur permet d'avancer très rapidement dans l'arrière-pays anglais. Ils se nourrissent des fruits de leurs pillages, notamment de bétail volé et de petites provisions. Les conditions sont réunies dans cette armée écossaise pour qu'elle puisse à nouveau reproduire les raids qu'elle a conduits en Angleterre depuis 1311 : plus modeste mais plus compacte, elle est assez puissante pour vaincre la résistance des seigneurs anglais locaux, assez réduite pour se nourrir suffisamment et assez mobile pour échapper à une armée supérieure en nombre. Pendant ce temps, depuis Durham, les troupes anglaises suivent les forces écossaises en se guidant avec les colonnes de fumée créées par les villages incendiés et pillés par les envahisseurs. Le 19 juillet, les Anglais atteignent après une longue marche la ville de Bishop Auckland et, le lendemain, poursuivent quelques lieues pour s'arrêter à Stanhope, où ils resteront durablement pendant plus de deux semaines. Comme l'avaient escompté les tacticiens écossais, l'armée anglaise est trop grande pour pouvoir les rattraper et mettre fin à leur campagne de pillages, ce qui la force à s'établir à Stanhope afin d'y attendre l'attaque adverse.
En application de leur stratégie, les commandants anglais décident de couper aux Écossais le chemin du retour vers leurs pays : ils prennent l'initiative de bloquer les points de passage au-dessus du fleuve Tyne, qui ne peut être franchi que par les ponts de Newcastle et de Corbridge, alors qu'il existe plusieurs gués à l'Ouest de Corbridge. Les Anglais s'empressent de bloquer le gué de Haydon, qui se trouve à environ onze kilomètres en amont d'Hexham. Jusqu'au 21 juillet, après une longue traversée par un mauvais temps, la cavalerie anglaise atteint le fleuve Tyne près de Haydon. Les fantassins suivent les cavaliers, tandis que la troupe reste à Stanhope. Après que les cavaliers anglais aient traversé le fleuve, la pluie se fait si violente le lendemain que le gué devient impraticable. En conséquence, l'approvisionnement anglais est interrompu, et seuls quelques commerçants atteignent l'ost royal avec des bêtes de somme chargées de nourriture, d'autant que la nourriture se révèle chère. En l'absence de ravitaillement suffisant, l'armée anglaise reste au gué, tandis que les Écossais n'apparaissent pas comme prévu. De fait, les commandants offrent une récompense élevée à quiconque découvrira la position de l'armée écossaise. Une quinzaine d'hommes d'armes traverse alors le fleuve vers le Sud, à la recherche des Écossais. Mais le gros de l'armée anglaise se déplace vers l'Ouest pour trouver un gué praticable et, le 28 juillet, atteint Haltwhistle. Un peu plus tard, l'éclaireur Thomas Rokesby, qui a trouvé l'armée écossaise, s'y précipite. L'armée anglaise le suit alors et se dirige de nouveau vers le Sud, en direction de Blanchland. Arrivant à l'abbaye locale incendiée par les Écossais, les Anglais se déplacent plus au Sud en formation de combat. Le 30 juillet, ils atteignent la rive gauche du fleuve Wear. Sur la rive Sud opposée, ils aperçoivent enfin le camp écossais près de Stanhope, où ils étaient en position défensive depuis dix jours.

## Affrontement à Stanhope Park
Le camp écossais se trouve installé sur une rive escarpée, située à plus de dix mètres en hauteur par rapport au niveau du fleuve. En simulant une attaque, les Anglais tentent en vain de forcer les Écossais à quitter leur position stratégique, qui leur permet même d'empêcher les archers anglais de leur tirer dessus et de leur infliger des pertes lorsque le commandant écossais James Douglas, accompagné de ses cavaliers, mène une contre-attaque. Du fait de son expérience militaire, Roger Mortimer prend le commandement de l'armée anglaise et stoppe sur-le-champ l'assaut anglais. Il privilégie ensuite un bombardement sur la position écossaise avec des canons, fraîchement importés en Angleterre : ces nouvelles armes sont à cette occasion surnommées « Crakkis of Wer » par les soldats anglais, qui n'en ont jamais vu auparavant. Les historiens considèrent que l'affrontement à Stanhope constitue le tout premier usage de canons dans l'histoire militaire de l'Angleterre. Pourtant, l'efficacité des canons se révèle à ce moment-là très limitée et ne permet pas de déloger les Écossais. Déçus par leur échec, les Anglais passent la nuit suivante éveillés, par crainte que des raids écossais nocturnes soient menés dans leur camp. La démoralisation des troupes anglaises est accentuée par un bruit continu provoqué par l'emploi de cornes par les Écossais. Le ravitaillement anglais étant toujours aussi insuffisant, la faim gagne progressivement les rangs de l'ost royal, même si certaines provisions sont apportées depuis Newcastle upon Tyne. La position inexpugnable de leurs adversaires fait cependant craindre aux Anglais que l'attente s'éternise et, même si Douglas devra tôt ou tard quitter Stanhope pour aller se réapprovisionner en vivres, les quantités importantes de nourriture et d'équipements saisies pendant les semaines précédentes laissent espérer aux Écossais que le statu quo se poursuive durablement.
Durant trois jours et trois nuits, les deux armées s'affrontent, mais sans qu'une issue aux combats n'apparaisse. Dans la nuit du 2 au 3 août, toutefois, les Écossais se retirent en secret, mais sans pour autant quitter les environs, puisqu'ils prennent une position davantage défensive à quelques kilomètres de Stanhope. Le lieu où ils s'établissent se nomme Stanhope Park : il s'agit d'un parc de chasse appartenant aux évêques de Durham. Les Anglais suivent les Écossais sur la rive opposée du fleuve et, lorsqu'ils trouvent la nouvelle position de leurs adversaires, Édouard III fait part de son intention d'attaquer rapidement les forces de Douglas, mais il en est dissuadé par ses magnats. Grâce à quelques prisonniers écossais, les Anglais apprennent que les Écossais ont désormais beaucoup de bétail, mais qu'il ne leur reste presque plus beaucoup de pain et de vin : en réponse, Roger Mortimer décide alors de les affamer à mort. Mais le premier soir suivant l'établissement du nouveau campement anglais, James Douglas y mène par surprise une attaque nocturne avec sa cavalerie : les Écossais traversent le Wear par un gué en amont, puis contournent le camp anglais, avant de l'attaquer face à la rivière, ce côté étant pratiquement dépouillé de surveillance. La cavalerie de Douglas charge au centre du camp anglais et abat les fils retenant la tente d'Édouard III, qui s'effondre sur le jeune souverain. Seul le courageux combat de ses chevaliers sauve le roi de la capture, tandis que son chapelain et plusieurs centaines d'Anglais sont tués pendant l'assaut écossais. Dans les nuits qui suivent, les Anglais, encore secoués par cette défaite aussi rapide qu'imprévue, se retrouvent contraints de surveiller en permanence leur camp, agité par de fréquentes fausses alertes et les tensions persistantes entre les archers anglais et les mercenaires hennuyers.

## Retrait écossais et fin de la campagne
Le matin du 7 août, les Anglais découvrent à leur réveil que les Écossais ont levé le camp et sont partis au cours de la nuit précédente. Déjà, peu avant l'aube, deux hérauts écossais sont venus informer Édouard III du départ de leur armée. Peu après, une partie des mercenaires hennuyers traverse le fleuve pour aller vérifier ces dires et inspecter le campement écossais, qui est complètement abandonné. Étant donné la vitesse des cavaliers écossais, le commandement militaire anglais choisit de s'abstenir de les poursuivre et de les laisser regagner leur pays. Tandis que les Écossais retournent en Écosse sans rencontrer de résistance sur leur passage, les Anglais se retirent à Durham, qu'ils atteignent le 9 août. Le retour à Durham marque de ce fait la fin officieuse de la campagne dans le Weardale. Après une campagne infructueuse pendant plus de trois semaines, les soldats et les chevaux de l'ost royal sont épuisés et considérablement affaiblis : l'armée profite de son séjour à Durham pour se réapprovisionner considérablement, de sorte que les fantassins peuvent rapidement poursuivre leur marche vers le Sud. L'ost royal se retire ensuite à York, où il est en grande partie licencié. Quant aux mercenaires hennuyers, ils demeurent quelque temps à York afin d'y vendre leurs chevaux au roi d'Angleterre (qu'ils cèdent à des prix extrêmement élevés pour payer le coût du transport maritime vers leur pays) et quittent pour la plupart l'Angleterre avant le 8 septembre. John de Ros, à qui ces nombreux chevaux sont confiés, essaie de les revendre mais la transaction qu'il effectue plus tard ne se révèle guère avantageuse pour lui : les mercenaires avaient reçu plus de 18 900 livres en salaire pour la campagne et ont facturé leurs chevaux à Édouard III pour 21 482 livres, tandis que Ros revend 407 chevaux à certains magnats anglais pour le prix dérisoire de 920 livres.
La fuite de l'armée écossaise consacre l'échec total de la campagne anglaise, qui se transforme en fiasco. L'ost anglais n'est en effet pas parvenu à menacer les Écossais, qui sont restés sur l'offensive pendant l'essentiel des mouvements d'armées, et malgré le retrait de James Douglas, d'autres raids écossais menacent d'avoir lieu. L'expédition épuise en outre une grande partie des finances royales, pourtant remplies avant le lancement de la campagne, puisque l'examen du Trésor à la suite de la déposition d'Édouard II avait permis d'évaluer la somme prestigieuse de 61 921 livres. Mais surtout, l'échec de la campagne est une véritable humiliation pour le jeune Édouard III, qui conduit pour la toute première fois à cette occasion une armée. Cette expérience désastreuse le conduira à revoir la stratégie préconisée sous le règne de son père et à s'inspirer des tactiques écossaises : ces dernières lui permettront de triompher de ses adversaires écossais et français lors des batailles de Halidon Hill en 1333 et de Crécy en 1346, ainsi que de lancer des chevauchées dévastatrices et redoutablement efficaces en France pendant la guerre de Cent Ans. En ce qui concerne l'échec de Stanhope Park, des rumeurs se répandent immédiatement après le combat et laissent entendre que le revers anglais serait dû à la trahison de certains membres de l'ost. Sont ainsi visés Thomas de Brotherton et Roger Mortimer, le premier parce qu'il aurait insisté sur la préservation de ses privilèges de comte-maréchal, tandis que le second parce qu'il aurait délibérément souhaité éviter un combat perdu d'avance afin de convaincre Édouard III et les seigneurs du Nord d'accepter de négocier la paix avec Robert Bruce. En définitive, l'échec de l'expédition discrédite complètement Henri de Lancastre et Roger Mortimer aux yeux d'Édouard III, ce qui contribue rapidement à la volonté du jeune roi de s'affranchir de son conseil de régence.

## Conséquences
Malgré le retrait des Écossais et bien que certaines troupes anglaises soient encore prêtes à défendre le Nord de l'Angleterre, de grandes portions de cette région sont pratiquement laissées sans défense après l'échec de la campagne. En témoigne d'ailleurs l'invasion écossaise du Northumberland à la fin du mois d'août, cette fois-ci sous le commandement de Robert Bruce, revenu entretemps d'Irlande. Le but de l'offensive est toutefois différent à cette occasion, puisque le roi des Écossais assiège de nombreux bourgs anglais et ne se contente plus de piller certains comtés. Bruce lui-même, avec l'aide de l'ingénieur John Crabbe, assiège le château de Norham avec plusieurs machines de siège, tandis que James Douglas et Thomas Randolph assiègent Henry de Percy au château d'Alnwick pendant quatorze jours. Les deux commandants écossais ordonnent finalement la levée du siège, peut-être en raison du nombre important de soldats à l'intérieur d'Alnwick, qui compte environ 200 membres de garnison en juillet 1327. Ils se dirigent ensuite vers le château de Warkworth, qu'ils assiègent sans grand succès, puis rejoignent le siège de Norham commandé par leur souverain. Face à la conquête imminente du Northumberland, les habitants de Carlisle, du comté de Durham, du Westmorland, ainsi que des villes de Cleveland et de Richmond, situées dans le Yorkshire, concluent un armistice séparé avec les Écossais, qui s'étend jusqu'au 22 mai 1328. Les conditions de ce cessez-le-feu imposent la nécessité des habitants anglais concernés de payer un tribut à Robert Bruce, qui promet en retour de cesser ses attaques. Pour sa part, William Melton, archevêque d'York, rapporte à Louis de Beaumont, évêque de Durham, dans une lettre datée du 22 septembre 1327 que les Écossais veulent apparemment conquérir le Northumberland.
Le gouvernement anglais demeure à York jusqu'à la fin du mois d'août sans prendre aucune mesure afin de prévenir les nouvelles attaques écossaises. Édouard III se retrouve à présent confronté à un choix : soit mener une nouvelle campagne afin de délivrer le château de Norham, soit négocier la paix avec les Écossais. La première proposition est soutenue par Henri de Lancastre, tandis que la seconde est défendue par Roger Mortimer. Au cours du Parlement tenu à Lincoln entre le 15 et le 23 septembre 1327, les seigneurs présents n'offrent aucune proposition pour écarter la menace écossaise. Le Trésor étant complètement épuisé en raison du coût élevé de la campagne de Weardale, le jeune roi se voit obligé dès le 9 octobre d'envoyer plusieurs représentants, dont Henry de Percy, auprès de Robert Bruce afin d'entamer des pourparlers de paix. Les négociations se poursuivent durant tout l'hiver et aboutissent à la conclusion du traité d'Édimbourg-Northampton, signé le 17 mars 1328 à Édimbourg et ratifié par le Parlement d'Angleterre à Northampton le 1er mai suivant. Outre la reconnaissance de l'indépendance de l'Écosse et le retour de la frontière commune à celle datant du règne d'Alexandre III, le traité impose le mariage de Jeanne, la jeune sœur d'Édouard III, avec David, le fils et héritier de Robert Bruce, ainsi que la renonciation des seigneurs anglais à leurs possessions en Écosse. Mécontent de la clause concernant le mariage de sa sœur, Édouard III refuse ostensiblement d'assister à la cérémonie, célébrée le 17 juillet 1328 à Berwick-upon-Tweed. Quant à Henri de Lancastre, il dénonce cette turpis pax arrangée par Roger Mortimer qui fait perdre à bon nombre de seigneurs du Nord leurs revendications en terres en Écosse et, accompagné par ses partisans, mène un soulèvement à compter du mois de septembre 1328 afin de renverser Isabelle et Mortimer.